# Беллінгем (переписна місцевість, Массачусетс)
Беллінгем (англ. Bellingham) — переписна місцевість (CDP) в США, в окрузі Норфолк штату Массачусетс. Населення — 4782 особи (2020).

## Географія
Беллінгем розташований за координатами 42°5′23″ пн. ш. 71°28′20″ зх. д. / 42.08972° пн. ш. 71.47222° зх. д. (42.089767, -71.472275).  За даними Бюро перепису населення США в 2010 році переписна місцевість мала площу 14,18 км², з яких 13,93 км² — суходіл та 0,25 км² — водойми.

## Демографія
Згідно з переписом 2010 року, у переписній місцевості мешкали 4854 особи в 1938 домогосподарствах у складі 1321 родини. Густота населення становила 342 особи/км².  Було 1989 помешкань (140/км²).
Расовий склад населення:
| - 93,4 % — білих - 2,6 % — азіатів - 1,1 % — чорних або афроамериканців - 0,1 % — корінних американців - 1,2 % — осіб інших рас |

До двох чи більше рас належало 1,5 %. Частка іспаномовних становила 3,2 % від усіх жителів.
За віковим діапазоном населення розподілялося таким чином: 22,2 % — особи молодші 18 років, 65,1 % — особи у віці 18—64 років, 12,7 % — особи у віці 65 років та старші. Медіана віку мешканця становила 39,9 року. На 100 осіб жіночої статі у переписній місцевості припадало 89,4 чоловіків;  на 100 жінок у віці від 18 років та старших — 87,2 чоловіків також старших 18 років.
Середній дохід на одне домашнє господарство  становив 92 480 доларів США (медіана — 81 744), а середній дохід на одну сім'ю — 107 490 доларів (медіана — 92 875). Медіана доходів становила 73 449 доларів для чоловіків та 54 500 доларів для жінок. За межею бідності перебувало 0,7 % осіб, у тому числі 0,0 % дітей у віці до 18 років та 4,6 % осіб у віці 65 років та старших.
Цивільне працевлаштоване населення становило 3078 осіб. Основні галузі зайнятості: освіта, охорона здоров'я та соціальна допомога — 20,0 %, роздрібна торгівля — 18,1 %, виробництво — 15,4 %.